# Sporendonema casei
Sporendonema casei är en svampart som beskrevs av Desm. 1827. Sporendonema casei ingår i släktet Sporendonema, divisionen sporsäcksvampar och riket svampar.   Inga underarter finns listade i Catalogue of Life.